# Přírodní rezervace Srebarna
Přírodní rezervace Srebarna se nachází na severovýchodě Bulharska, nedaleko vesnice se stejným názvem. Na tomto nevelkém chráněném území žije až kolem stovky různých druhů ptáků, kteří jsou také často chráněni. Rezervace Srebarna tak patří k nejvýznamnějším přírodním památkám celého Bulharska. Roku 1983 byla zařazena na Seznam světového dědictví UNESCO.